# Molophilus (Molophilus) pseudopropinquus
Molophilus (Molophilus) pseudopropinquus is een tweevleugelige uit de familie steltmuggen (Limoniidae). De soort komt voor in het Palearctisch gebied.